# 펜토바르비탈
펜토바르비탈(Pentobarbital(미국 영어), pentobarbitone(영국영어)는 짧게 작용하는 바르비투르이다. 펜토바르비탈은 유리산 형태나 나트륨이나 칼슘같은 염의 형태로 존재한다. 이 유리산은 물과 에탄올에 약하게 녹는다.
펜토바르비탈의 상품명은 넴부탈(Nembutal)인데, 존 S. 룬디가 1930년에 펜토바르비탈의 분자의 나트륨 —Na (나트륨) + 에틸기 ethyl + methyl + 부틸기의 butyl + -(CO)H 기를 포함한 알데하이드 접사인al을 붙여서 만들었다. 넴부탈은 덴마크 제약회사인 룬드벡에서 생산되었으며, 이름붙어졌으며, 미국에는 주사용으로만 허가되어 판매되었다.
과량일시, 펜토바르비탈은 호흡기를 억제시켜 죽음에 이르게 한다. 미국에서, 펜토바르비탈은 사형에 사용된다. 이 약을 만드는 많은 회사들중 룬드벡측은 교도소 측이나 사형을 위한 수형기관쪽에 판매하지 않는다고 선을 그었다.

## 사용

### 의학
펜토바르비탈은 짧은 시간동안 진정, 최면과 함께, 전 마취와 함께 비상상황에서의 경련 조절에 사용된다.
또한 수의사들에겐 마취제로 사용되기도 한다.
펜토바르비탈은 라이 증후군의 두개내의 압력을 줄이기 위해 사용되며, 또한 대뇌 빈혈환자의 뇌 손상을 줄이고, 뇌사를 낮추기 위해 사용된다. 펜토바르비탈은 만니톨로 인한 급성 간 기능부전에 혼수상태를 일으키는 목적으로 쓰이기도 한다.

### 안락사
펜토바르비탈의 경우 높은 양을 투여시 사망할 수 있다. 보통 인간이 반려동물을 안락사 시킬때 사용된다. 보통, 펜토바르비탈을 사용하거나 혹은 상업적인 동물 안락사 주사 제제인 페니토닌과 섞어 쓰기도 한다.
네덜란드의 경우, 의사조력 자살의 표준 프로토콜은 정맥주사로 티오펜탈 마취를 한후, 브롬화물이나 알크로늄, 혹은 판큐로늄브롬화물을 주입하여 호흡기를 정지시킨다. 다른 방법으로는 농축된 구강 섭취가 있는데, 이는 100ml에 9 그램의 펜토바르비탈 염을 설탕 시럽과 더불어 20%의 에탄올에 탄후 환자에게 직접 전해주는 것이다.
의사조력 자살중 펜토바르비탈의 구강섭취를 허용하는 2016년 1월 현재 미국 내 주는 오레곤, 워싱턴, 버몬트, 캘리포니아 주가 있으며, 보통 10g의 용액을 담아 준다. 이는 경련중첩증 관리를 위해 더 높은 양을 투여하는 것이다.

### 형벌
펜토바르비탈은 다른 사형 약물의 공급부족 상황에서 대체 약물로 고려되거나 사용되어 왔다. 덴마크 법에선 불법으로 규정하고 있으나, 이것이 발견되고 난후, 펜토바르비탈의 특허권자인 룬드벡측은 미국 주정부의 사형제에 대해 판매를 즉각 중단하였다. 그로 인해 미국의 의약품 유통업자는 주 당국과 같이 사형에 참여하는 고객에게 의약품을 판매하는 것이 금지되었다.
텍사스주 펜토바르비탈을 2012년 7월 18일 펜토바르비탈을 사용하여 사형을 집행하였다. 펜토바르비탈을 사용한 사형은 다른 주에서도 이어졌으며, 이중엔 오하이오주, 아리조나 주, 워싱턴주가 포함되었다.
2013년 미주리주에서는 펜토바르비탈을 사형에 사용하는 것을 허가하였다.

## 상호작용
에탄올, 벤조디아제핀, 오피로이드, 항히스타민제등, 다른 진정제와 중추 신경 안정제와 만날시 진정 효과가 더 커지게 된다.

## 참고 문헌
1. ↑  
“Pentobarbital Compound summary (CID4737)”. 《Pubchem》. NCBI.
2. ↑  “FR1972_08_25_17226” (PDF). Food and Drug Administration.
3. ↑  Fosburgh LC (1997). “From this point in time: Some memories of my part in the history of anesthesia--John S. Lundy, MD”. 《AANA Journal》 65 (4): 323–328. PMID 9281913.
4. ↑  Jolly, David (2011년 7월 1일). “Danish Company Blocks Sale of Drug for U.S. Executions”. 《The New York Times》. 2013년 11월 20일에 확인함.
5. ↑  “Ohio says it will switch to new drugs for executions”. Reuters. 2013년 10월 28일. 2015년 1월 10일에 원본 문서에서 보존된 문서. 2016년 12월 20일에 확인함.
6. ↑  “NEMBUTAL SODIUM (pentobarbital sodium) injection, solution”. DailyMed, National Institutes of Health.
7. ↑  “International”. Drugs.com.
8. 1 2  
“Pentobarbital”. 《Monograph》. AHFS / Drugs.com.
9. ↑  Stravitz RT, Kramer AH, Davern T, Shaikh AO, Caldwell SH, Mehta RL, Blei AT, Fontana RJ, McGuire BM, Rossaro L, Smith AD, Lee WM (2007). “Intensive care of patients with acute liver failure: Recommendations of the U.S. Acute Liver Failure Study Group”. 《Critical Care Medicine》 35 (11): 2498–2508. doi:10.1097/01.CCM.0000287592.94554.5F. PMID 17901832.
10. ↑  
“Euthanica”. 《Euthanesia Dossier》 (네덜란드어). NRC Webpagina's.
11. ↑  Jennifer Fass; Andrea Fass (2011). “Physician-assisted Suicide: Ongoing Challenges for Pharmacists”. 《Am J Health Syst Pharm》 68 (9): 846–849. doi:10.2146/ajhp100333. PMID 21515870.
12. ↑  Philip Nitschke; Fiona Stewart (2006). 《The Peaceful Pill Handbook》. Exit International US Ltd. 137쪽. ISBN 0978878809.
13. ↑  Lexi-Comp Inc. (2010) Lexi-Comp Drug Information Handbook 19th North American Ed. Hudson, OH: Lexi-Comp Inc. ISBN 978-1-59195-278-7.
14. ↑  “States urge feds to help import lethal injection drugs”. CNN. 2012년 5월 21일.
15. ↑  “The Hidden Hand Squeezing Texas' Supply of Execution Drugs”. 《Time》. 2013년 8월 7일.
16. ↑  “Texas executes Yokamon Hearn with pentobarbitol”. BBC News. 2012년 7월 18일.
17. ↑  “Lethal injection: Secretive US states resort to untested drugs - BBC News”. 《BBC News》 (영국 영어). 2016년 3월 17일에 확인함.